# Gessle over Europe
«Gessle over Europe» — название многоформатного аудио-видео-релиза шведского поп-рок музыканта Пера Гессле, выпущенного в конце октября 2009 года. Релиз состоит из двух частей: CD+DVD и LP. Первое издание, музыкальный аудиодиск состоит из 21 песни, записанной в течение гастрольного тура Party Crasher tour 2009 по городам Европы весной 2009 года, DVD — полную видеоверсию концерта в Стокгольме (9 мая), состоящую из 24 песен. Двойная пластинка (LP) также включает полную аудиозапись песен с различных концертов по ходу тура. В принципе, LP содержит те же материалы, что и CD, только с тремя дополнительными бонус-треками.

## История записи
CD записывался в 8 из 15 городов тура. Максимальное число песен, шесть, было записано в Кёльне, 5 в Амстердаме, 4 в Стокгольме, 3 в Лондоне, 2 в Копенгагене и Варшаве, 1 в Хальмстаде и Мюнхене.
DVD записывался на первом концерте в Стокгольме, 9 мая 2009 года.
Изначально планировалось выпустить CD/DVD в начале сентября 2009 года, но из-за того, что некоторые видео содержали материалы, не подходящие для просмотра лицам младше 18 лет, а также в соответствии с законодательством Германии, где в том числе релиз выпущен, начало продаж было отложено примерно на два месяца до конца октября 2009 года.

### Список композиций
Изначально было объявлено о том, что на концертах будут исполнены 25 песен + 1 дополнительная песня. Однако в действительности сет-лист состоял всего из 24 композиций. В графе «CD/LP» указаны города, записи из которых присутствуют на живом альбоме «Gessle over Europe». Полная версия концерта присутствует на LP.
| №                   | Название                                                                         | Автор(ы)                     | CD/LP               | Длительность |
| ------------------- | -------------------------------------------------------------------------------- | ---------------------------- | ------------------- | ------------ |
| 1.                  | «Dressed for success» (из «Look Sharp!», 1988)                                   | Пер Гессле                   | Кёльн               | 4:26         |
| 2.                  | «Drowning in wonderful thoughts about her» (из «Son of a Plumber», 2005)         | Пер Гессле                   | Кёльн               | 3:18         |
| 3.                  | «Stupid» (из «The World According to Gessle», 1997)                              | Пер Гессле                   | Лондон              | 3:25         |
| 4.                  | «The Party Pleaser» (из «Party Crasher», 2008)                                   | Пер Гессле                   | Стокгольм 1         | 4:51         |
| 5.                  | «I wish I could fly» (из «Have a Nice Day», 1999)                                | Пер Гессле                   | Лондон              | 4:54         |
| 6.                  | «She doesn’t live here anymore» (из «Don't bore us, get to the Chorus», 1995)    | Пер Гессле / Матс МП Перссон | Копенгаген          | 4:11         |
| 7.                  | «7 Twenty 7» (из «Have a Nice Day», 1999)                                        | Пер Гессле                   | Амстердам           | 4:18         |
| 8.                  | «I Have A Party In My Head (I Hope It Never Ends)» (из «Son of a Plumber», 2005) | Пер Гессле                   | Амстердам           | 2:10         |
| 9.                  | «Late, Later on» (из «Son of a Plumber», 2005)                                   | Пер Гессле                   | Амстердам           | 4:39         |
| 10.                 | «Listen to your heart» (из «Look Sharp!», 1988)                                  | Пер Гессле / Матс МП Перссон | Кёльн               | 3:55         |
| 11.                 | «Do you wanna be my baby?» (из «The World According to Gessle», 1997)            | Пер Гессле                   | Копенгаген          | 4:13         |
| 12.                 | «Opportunity Nox» (из «The Pop Hits», 2003)                                      | Пер Гессле                   | Лондон              | 4:30         |
| 13.                 | «Doesn’t make sense» (из «Party Crasher», 2008)                                  | Пер Гессле                   | Кёльн               | 5:48         |
| 14.                 | «Church of your heart» (из «Joyride», 1991)                                      | Пер Гессле                   | Стокгольм 2         | 3:04         |
| 15.                 | «Dangerous» (из «Look Sharp!», 1988)                                             | Пер Гессле                   | Стокгольм 1         | 4:13         |
| 16.                 | «Joyride» (из «Joyride», 1991)                                                   | Пер Гессле                   | Стокгольм 2         | 6:22         |
| 17.                 | «C’mon» (из «Son of a Plumber», 2005)                                            | Пер Гессле                   | Варшава             | 2:52         |
| 18.                 | «Are you an old hippie, Sir?» (из «Son of a Plumber», 2005)                      | Пер Гессле                   | Варшава             | 2:39         |
| 19.                 | «It must have been love» (из «Don't bore us, get to the Chorus», 1995)           | Пер Гессле / Матс МП Перссон | Кёльн               | 4:31         |
| 20.                 | «The Look» (из «Look Sharp!», 1988)                                              | Пер Гессле                   | Хальмстад           | 7:45         |
| 21.                 | «Hey Mr. DJ (Won't You Play Another Love Song)» (из «Son of a Plumber», 2005)    | Пер Гессле                   | Амстердам           | 2:59         |
| 22.                 | «(I’m Not Your) Steppin' Stone» (из Flogging A Dead Horse, 1980)                 | Томми Бойс и Бобби Харт (en) | Мюнхен              | 2:47         |
| 23.                 | «Sleeping in my car» (из «Crash! Boom! Bang!», 1994)                             | Пер Гессле                   | Амстердам           | 4:22         |
| 24.                 | «Queen of rain» (из «Tourism», 1992)                                             | Пер Гессле                   | Кёльн               | 3:42         |
| Общая длительность: | Общая длительность:                                                              | Общая длительность:          | Общая длительность: | 1:40:07      |

Примечания: Длительность песен приведена по примеру амстердамского концерта. Песня № 21 исполнялась только в Генте (первая по списку), Лондоне и Стокгольме. Песня № 23 исполнялась начиная с концерта в Кёльне и далее до окончания тура. После 21 песни на концертах следовало представление музыкантов. После 16 и 20 песен музыканты выходили на запланированный заранее бис.

### CD & LP
В своём официальном Твиттере Пер Гессле рассказал, что концертный альбом будет называться «Gessle Over Europe», помятуя о гастрольном туре Пола МакКартни 1972 года «Wings Over Europe» (en). Альбом будет выпущен на двойной LP пластинке, а также на CD, который будет включен в одну упаковку с DVD.
Песни, записанные только в аудио будут представлять концерты в Кёльне, Лондоне, Копенгагене, Амстердаме, Стокгольме (2 день), Варшаве, Хальмстаде и Мюнхене. На LP будет записано 3 или, возможно, 4 бонус-трека, а на DVD полная видеозапись первого стокгольмского концерта. Релиз ожидается в начале сентября 2009 года.

## Музыканты, принимавшие участие в записи
- Пер Гессле — основной вокал, электро- и акустическая гитара, губная гармошка
- Кларенс Эверман — клавишные
- Пелле Альсинг — ударные
- Кристофер Лундквист — гитара, электрогусли, вокал, бэк-вокал
- Хелена Юсефссон — вокал, бэк-вокал, бубен, перкуссия
- Магнус Бёрьесон — бас-гитара, бэк-вокал[4]